# Wollige munt
Wollige munt of appelmunt (Mentha ×rotundifolia) is een nothospecies uit het plantengeslacht munt (Mentha). Het omvat de hybride van hertsmunt (Mentha longifolia) en witte munt (Mentha suaveolens).

## Determinatie
Wollige munt is een vaste, kruidachtige plant. De plant bereikt een hoogte van 0,4–2 m en heeft uitlopers zowel boven als onder de grond. De stengels, bladeren en kelken zijn vrij dicht- en zachtbehaard. De middelste, bijna zittende bladeren aan de stengel zijn 3–9 cm lang. De plant heeft een sterke muntgeur.
Wollige munt bloeit van juli tot september met lila bloemen in schijnaren, die uit dicht opeen zittende schijnkransen zijn opgebouwd. De vrucht is een vierdelige splitvrucht.

## Ecologie
De plant komt voor op vochtige, eutrofe grond op dijken, in bermen en aan slootkanten. Het is een vaak verwilderd keukenkruid.